# Eudaimonia
Eudaimonia  ou eudemonia, (do grego antigo: εὐδαιμονία, transl. eudaimonía, derivado de εὐδαίμων, eudaímon, 'feliz', de εὖ 'bem' +  δαίμων, 'daimon', significando "o estado de ser habitado por um daimon do bem") e  corresponderia  ao conceito de felicidade ou ao estado de plenitude do ser.  No entanto, essas traduções têm sido criticadas como imprecisas. Por esse motivo, o termo “eudaimonia” geralmente não é traduzida na literatura especializada sobre a Antiguidade. Muitos lexicógrafos consideram eudemonia e eudemonismo como equivalentes, enquanto outros fazem a distinção entre os dois termos, entendendo eudemonia  como felicidade ou bem-estar, e eudemonismo como a doutrina moral segundo a qual a busca da felicidade é natural para o Homem, devendo portanto condicionar todas as suas ações

As relações entre virtude de caráter (ethikē aretē) e felicidade (eudaimonia) constituem uma das principais questões da ética, entre os filósofos da Grécia Antiga,  havendo muita controvérsia sobre o tema. Em consequência, há também diversas formas de  eudemonismo. Dentre essas formas, duas das mais influentes são a de Aristóteles e a dos  estoicos.  Aristóteles considera a virtude e o seu  exercício como o mais importante  constituinte da eudaimonia (εὐδαιμονία), mas reconhece também a importância dos bens externos, como a saúde, a riqueza e a beleza. Já os estoicos consideram a  virtude como condição necessária e suficiente para a eudaimonia, negando portanto a necessidade de bens externos.
Para os inúmeros pensadores antigos que defendiam uma ética eudemonista, era evidente que o ideal descrito por esse termo era considerado alcançável, em princípio, apesar de ser o árduo caminho para a eudaimonia. Um ideal muito difundido associado a essa meta era a autossuficiência (autarquia, do grego αὐτάρκεια, transl. autárkeia). Buscar uma boa vida não significava esperar que a  felicidade  viesse de fatores externos, mas encontrá-la dentro de si mesmo, comportando-se de acordo com os princípios da ética filosófica e assim atingindo um estado mental de prefeito equilíbrio. Assim, foram desenvolvidas regras para um modo de vida que permitisse a eudaimonia. Isso envolveu principalmente a internalização de virtudes básicas. Os estoicos apresentaram muitas estratégias práticas para alcançar a eudemonia. "Viver de acordo com a natureza" era uma máxima central no estoicismo. Mas a questão de saber se apenas as virtudes eram suficientes ou se bens físicos e externos também eram necessários era altamente controversa. 
O conceito de eudaimonia de Aristóteles foi particularmente influente. Ele foi retomado no final da Idade Média e discutido intensamente. Nos tempos modernos, o antigo ideal tem sido fundamentalmente criticado desde o final do século XVIII. Immanuel Kant considerou-o fundamentalmente inadequado para definir o princípio mais elevado da moralidade. Kant cunhou o termo eudaimonismo para todas as doutrinas éticas nas quais a busca da felicidade - e não o dever - é considerada a razão decisiva para o comportamento moral. O julgamento de Kant teve uma influência forte e duradoura na recepção moderna de conceitos antigos. Entretanto, em discussões mais recentes sobre a filosofia da felicidade, tem havido uma reabilitação, pelo menos parcial, do pensamento antigo, com a abordagem aristotélica, em particular, encontrando ressonância.

## Etimologia
A palavra é composta por  "eu" ("bem") e "daimon" (divindade inferior, intermediária entre o divino e o humano). Trata-se de um dos conceitos centrais na ética e na filosofia política de Aristóteles, juntamente com  areté (geralmente traduzido como  'virtude' ou 'excelência') e  phronesis  (frequentemente traduzido como 'prudência' ou 'sabedoria prática'). Na obra de Aristóteles,  a palavra 'eudaimonia' foi usada (com base na tradição grega mais antiga) como equivalente ao supremo bem humano, sendo objetivo da filosofia prática definir o que é esse bem e como pode ser alcançado.

## História do conceito
Entre os antigos gregos e latinos, a palavra, no uso comum, era considerado "feliz"  aquele que, por sorte, possuía uma riqueza de bens materiais (em grego, ὄλβιος olbios: afortunado, próspero;  em latim, felix) ou aquele que podia desfrutar de um estado de espírito  que tornava sereno quem o experimentava (eudaimonia em grego; beatitudo em latim) ou, ainda, aqueles que realizavam seu Daimon, ou seja, seu destino. 

#### Pré-socráticos
Os poetas antigos e os tragediógrafos acreditavam que era impossível para o homem alcançar a felicidade. Essa concepção persistiu nos filósofos do século V a.C., que negligenciaram o tema da felicidade, tratando-o apenas incidentalmente.
Anaxágoras, a um homem que lhe perguntou quem era feliz, respondeu, exaltando o ideal de uma vida parcimoniosa: "Nenhum daqueles que você considera felizes, mas você o encontrará entre aqueles que considera infelizes." Para Heráclito, mesmo que os homens obtivessem tudo o que desejassem, não seriam felizes. Alberto Magno acrescentou: "Heráclito disse que, se a felicidade residisse nos prazeres do corpo, diríamos que os bois são felizes quando têm grão-de-bico para comer.”

#### Sofistas e Sócrates
Górgias revela o segredo de sua longa vida serena ao afirmar que "nunca fiz nada para buscar o prazer". Mas Isócrates ressalta que sua felicidade dependia do fato de que ele "...nunca se casou, não teve filhos e, portanto, estava isento dessa tarefa inútil e incessante."
Para os sofistas, portanto, a felicidade, entendida como tranquilidade material, era a consequência de uma vida confortável dedicada egoisticamente a si mesmo..
Em Sócrates, a eudaimonia lembrava a presença do  daimon do bem (εὖ δαίμων), o espírito-guia que frequentemente o ajudava em todas as suas decisões. O que o daimon era para Sócrates tem sido interpretado de várias maneiras. De acordo com Paolo De Bernardi, o daimon parecia indicar a natureza autêntica da alma humana, sua autoconsciência redescoberta. Enquanto para Gregory Vlastos o daimōn enviava seus sinais para estimular a razão de Sócrates a fazer a escolha mais adequada. Giovanni Reale, seguindo Vlastos, acredita que o daimōn em Sócrates expressava o mais alto grau de ironia socrática até mesmo na dimensão religiosa. No entanto, os autores concordam que, na concepção socrática, prevalecia o elemento da interioridade referido à eudemonia, ou seja, a felicidade, a serenidade interior era o efeito do comportamento racional direcionado à virtude. Esse é o chamado intelectualismo ético de Sócrates, que argumentava que a única causa possível do mal era a ignorância do bom. "[Eu sei] que cometer injustiça e desobedecer àqueles que são melhores do que nós, deus ou homem, é uma coisa ruim e maligna. Portanto, diante dos males que sei que são males, jamais temerei ou fugirei daqueles que não sei que também são bons." Mas uma vez que o bem era conhecido, não era possível deixar de agir moralmente ao perceber o bem, que era em si mesmo "agradável" na medida em que gerava eudemonia, a serenidade da alma.
O mal, portanto, era praticado porque, por ignorância, era trocado pelo bem, que, no entanto, não podia ser estabelecido a priori de uma vez por todas, mas tinha de ser buscado incessantemente pelo confronto com os outros por meio do diálogo. 